# Cnastis longicaudis
Cnastis longicaudis là một loài tò vò trong họ Ichneumonidae.